# Henriette Kaiser
Henriette Kaiser (* 30. Dezember 1961 in München) ist eine deutsche Schriftstellerin, Filmregisseurin und Journalistin.

## Leben
Henriette Kaiser wuchs als Tochter von Susanne und Joachim Kaiser in München auf. Bereits vor dem Abitur 1981 begann sie eine klassische Gesangsausbildung und schloss diese 1983 ab. Anschließend zog sie nach Berlin und studierte an der TU Berlin Neuere Deutsche Literatur, Philosophie und Musikwissenschaft. Zurück in München begann sie 1988 ein Studium an der Hochschule für Fernsehen und Film und schloss dieses 1997 ab. Den Wunsch, Regisseurin zu werden, hatte Kaiser bereits im Alter von 15 Jahren. Dazu beigetragen hat ihr Elternhaus, in dem viele unterschiedliche intellektuelle Einflüsse vorherrschten. In einem Interview gab sie an, dass man dadurch "automatisch beim Film" lande, weil "es die komplexeste Erzähl- und Kunstform ist". Ihre erste große Regiearbeit war 1998 die Folge "Schwarzgeld" für die ZDF-Kriminalserie Ein Fall für zwei.
Kaisers erstes Buch Schlussakkord (2006) behandelt das Sterben ihrer Freundin Katja. Es erhielt den Ehrenpreis der Bundesarbeitsgemeinschaft Hospiz. In der "Frankfurter Neuen Presse" wurde das Buch wie folgt beschrieben: "Klug und unlarmoyant nähert sich das Buch den Grundfragen unserer Existenz". In ihrem Dokumentarfilm Musik im Fahrtwind und dem begleitenden Buch Ich bin der letzte Mohikaner beschäftigt sie sich mit der Biografie ihres Vaters, des Kulturkritikers Joachim Kaiser. 2022 erschien ihr Buch Goethe in Buenos Aires, dem Interviews mit vor den Nationalsozialisten geflüchteten Deutschen zugrunde liegen. Die Süddeutsche Zeitung hob in ihrer Rezension besonders hervor, dass sie diese Leben "im letzten möglichen Moment dokumentiert hat". Dies sei "kein geringes Verdienst, denn mit den verbliebenden Zeitzeugen verschwindet ja auch die unmittelbare Kraft der Augenzeugenschaft".
Henriette Kaiser lebt in München und arbeitet auch als Journalistin. Unter anderem schreibt sie für die Jüdische Allgemeine und den Bayerischen Rundfunk.

## Werke (Auswahl)

### Filme
- 1988: Ödipussi, Regie-Volontariat
- 1997: Roter Tango (Kurzfilm), Buch und Regie, Prädikat wertvoll
- 1998: Ein Fall für zwei (ZDF), Regie
- 2000: Mein absolutes Lieblingslied (ZDF), Buch und Regie
- 2006: Musik im Fahrtwind (BR), Buch und Regie

### Bücher
- 2006: Schlussakkord (Deuticke Verlag, 2008 als TB bei btb, 2014 bei Herder)
- 2008: Ich bin der letzte Mohikaner (Ullstein, 2009 als TB bei List)
- 2012: Sprechen wir über Musik (Siedler) Co-Autorin
- 2014: Filme. Macherinnen. (Text und Kritik) Interviews mit 41 Medien schaffenden Frauen
- 2022: Goethe in Buenos Aires. Gespräche über Flucht und Vertreibung. (Faber & Faber)